# Благовещенский сельский округ (Северо-Казахстанская область)
Благовещенский сельский округ (каз. Благовещен ауылдық округі) — административная единица в составе Жамбылского района Северо-Казахстанской области Казахстана. Административный центр — село Благовещенка.
Население — 5652 человека (1989), 4525 человек (1999), 3669 человек (2009). В 2018 году было ликвидировано село Талпын.

## Состав
В состав округа входят такие населенные пункты:
| Населенный пункт    | Население, человек (1989) | Население, человек (1999) | Население, человек (2009) |
| ------------------- | ------------------------- | ------------------------- | ------------------------- |
| Благовещенка, село  | 4676                      | 3603                      | 3106                      |
| Богдановка, деревня | 245                       | 242                       | 161                       |
| Майбалык, село      | 409                       | 423                       | 322                       |
| Талпын, село        | 322                       | 257                       | 80                        |